# Leochares

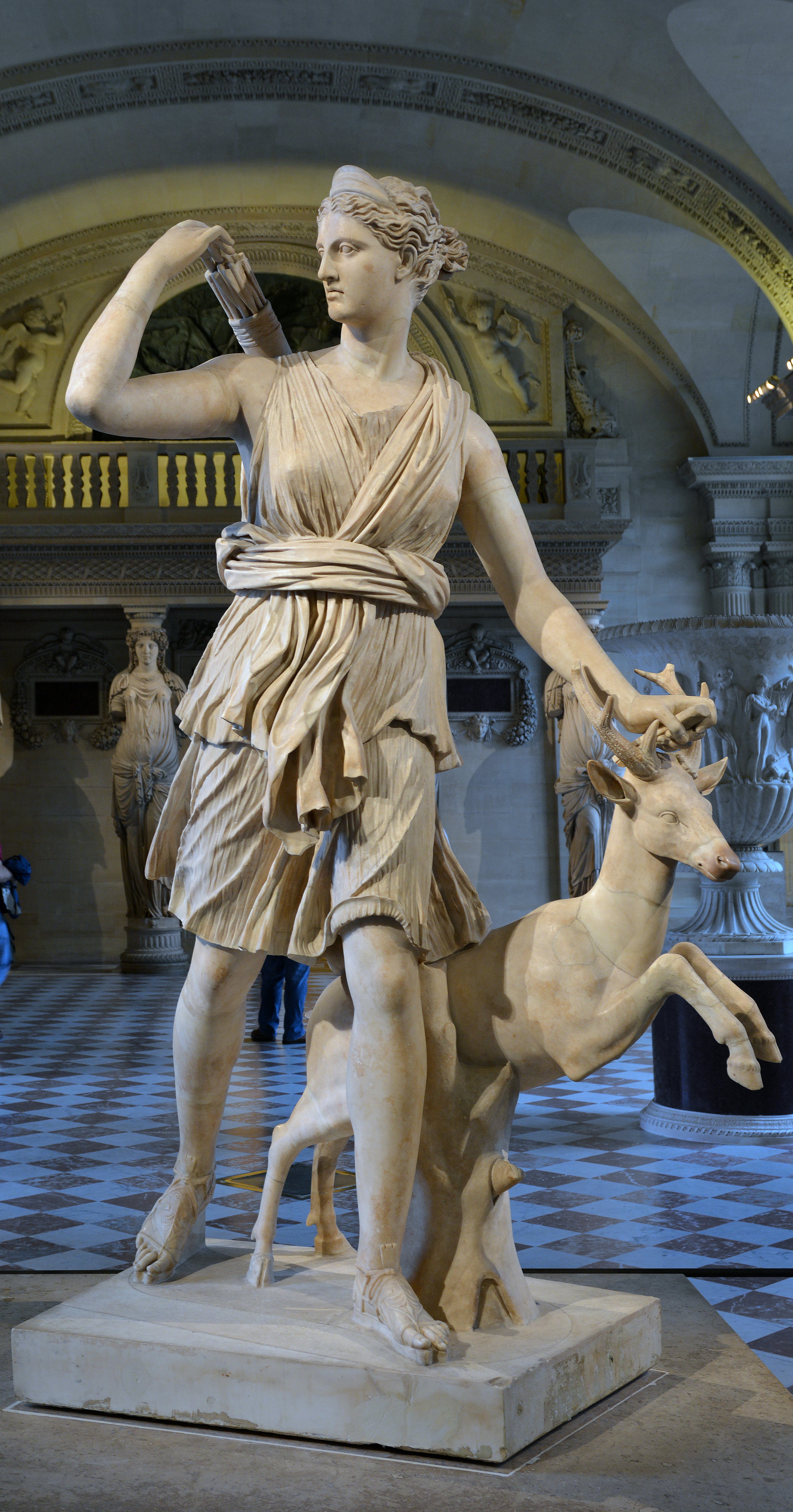
Diana, Luwr

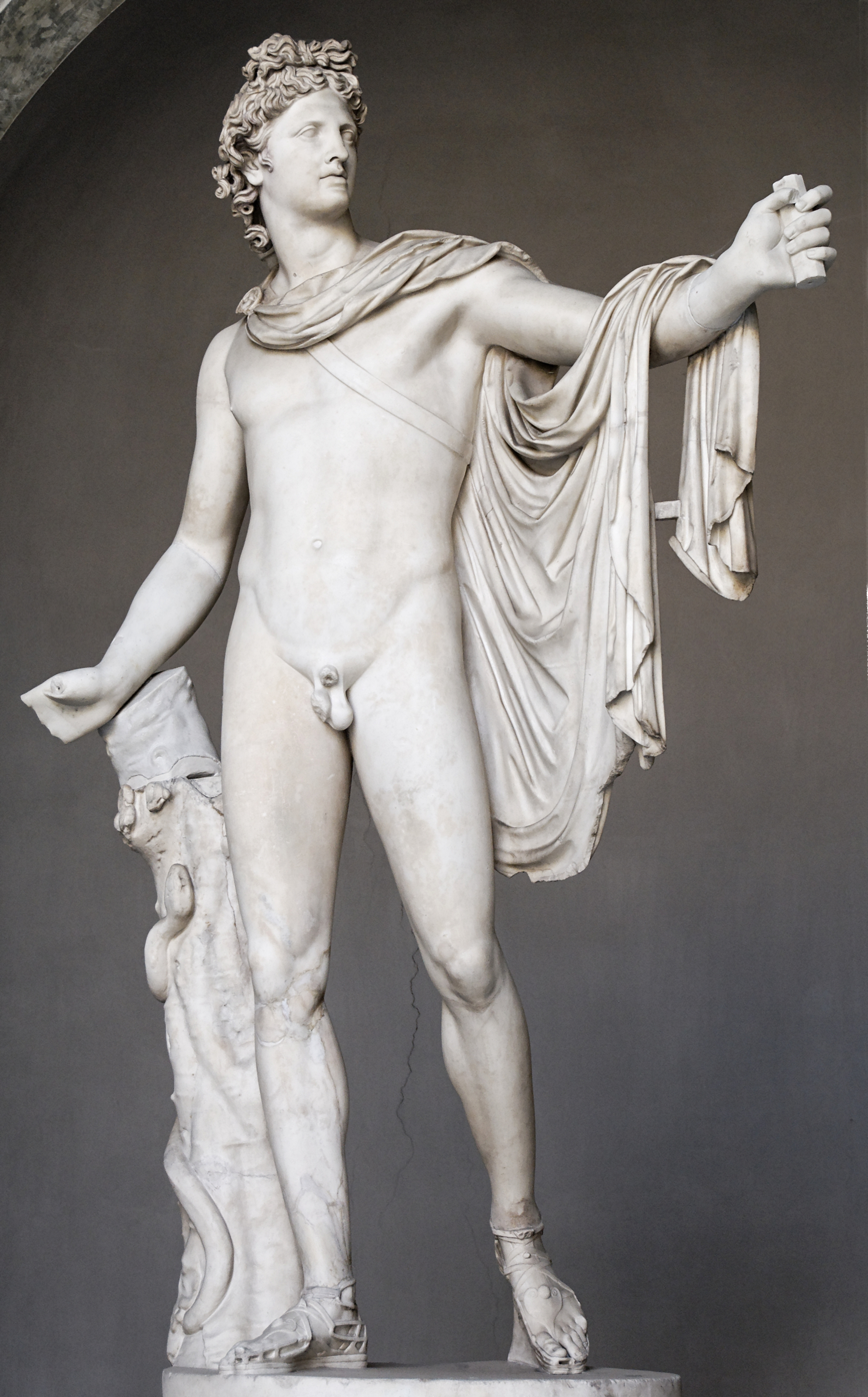
Apollo Belwederski, Watykan

Leochares – starożytny grecki rzeźbiarz żyjący w IV wieku p.n.e.
Artysta ten najprawdopodobniej pochodził z Aten. Jego mistrzem był Timoteos. Razem z największymi artystami ówczesnych czasów pracował przy dekoracji mauzoleum w Halikarnasie – jednego z siedmiu starożytnych cudów świata. Uważny jest za autora rzeźb antycznych bogów Diany i Apolla, których rzymskie kopie zachowały się do dziś. Wraz z Lizypem wykonał Ekswoto Kraterosa ustawione w Delfach w 321 r. p.n.e., ukazujące scenę Aleksandra Wielkiego polującego na lwa. Leochares wykonał również rzeźby przedstawiające dynastów macedońskich do Filipejonu w Olimpii.